# Петухово (село, Томская область)
Петухо́во — село в Томском районе Томской области, Россия. Входит в состав Богашёвского сельского поселения. Население — 493 (2021).
Основано в 1625 году.

## География
Расстояние от Петухова до центра сельского поселения — села Богашёва — 16 километров. Село расположено в стороне от Томской железнодорожной ветви (чуть более чем в 2,5 километров), на берегу реки Басандайки. На самой железной дороге находится платформа, также называющаяся Петухово.

## Инфраструктура
В селе действует средняя общеобразовательная школа. Есть православный храм. Также в селе работают библиотека и фельдшерско-акушерский пункт.

## Туризм
Главной достопримечательностью села является церковь Покрова Пресвятой Богородицы (1891).

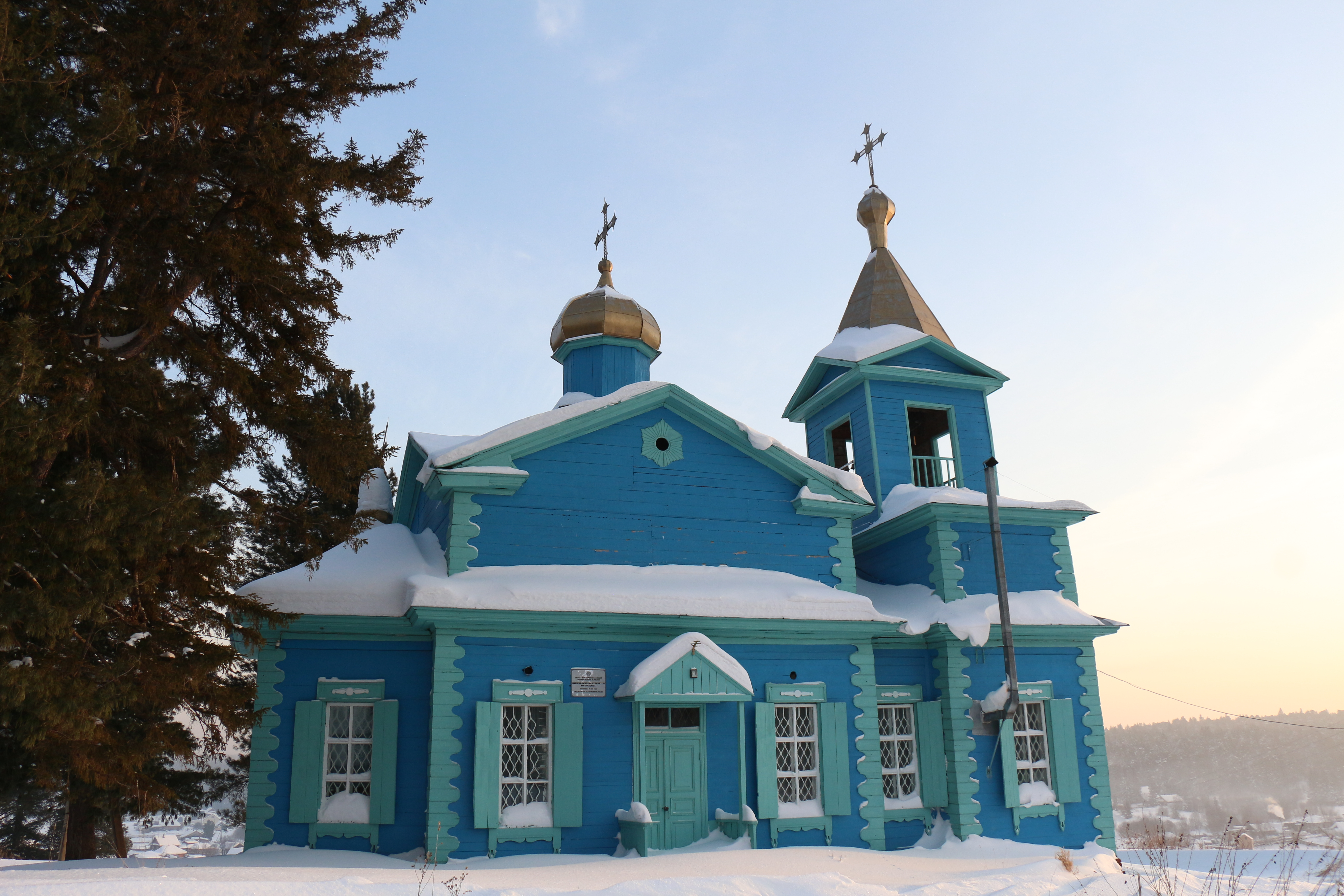
Покровская церковь

## Население
| 2002 | 2008 | 2009 | 2010 | 2011 | 2012 | 2013 |
| ---- | ---- | ---- | ---- | ---- | ---- | ---- |
| 591  | ↗594 | ↗610 | ↗626 | ↗628 | ↗630 | ↗641 |
| 2014 | 2015 | 2021 |      |      |      |      |
| ↗646 | ↘639 | ↘493 |      |      |      |      |

## Известные жители
В 1920-е годы в Покровском храме в селе служил Димитрий (Беликов), высланный в Томскую губернию.
Имеются сведения, что в Петухове находилась дача известного деятеля Сибири Г. Н. Потанина.